# Kamienica przy Rynku 17 w Tarnowskich Górach (budynek południowy)
Kamienica przy Rynku 17 w Tarnowskich Górach (budynek południowy) – kamienica wybudowana najprawdopodobniej w II połowie XVI wieku, znajdująca się pod numerem 17 przy Rynku w Tarnowskich Górach, wpisana do rejestru zabytków nieruchomych województwa śląskiego.
Budynek należy do zespołu kamienic podcieniowych, które zajmują południową część zachodniej pierzei tarnogórskiego Rynku oraz początkowy odcinek ulicy Gliwickiej. Współcześnie obiekt funkcjonalnie związany jest z sąsiednią kamienicą, również zajmującą parcelę pod numerem 17, pierwotnie jednak obie części funkcjonowały oddzielnie, o czym świadczy odmienna bryła budynków oraz ślady istnienia dwóch niezależnych klatek schodowych.
Pierwszym znanym z nazwiska właścicielem kamienicy był Jan Miedona, do którego budynek należał w latach 1670–1703. W wieku XIX budynek był własnością Böhmów. W 1950 roku kamienica po raz pierwszy została wpisana do rejestru zabytków (województwa śląsko-dąbrowskiego), a w kwietniu 1966 roku wpisano ją do rejestru zabytków województwa katowickiego.

## Historia

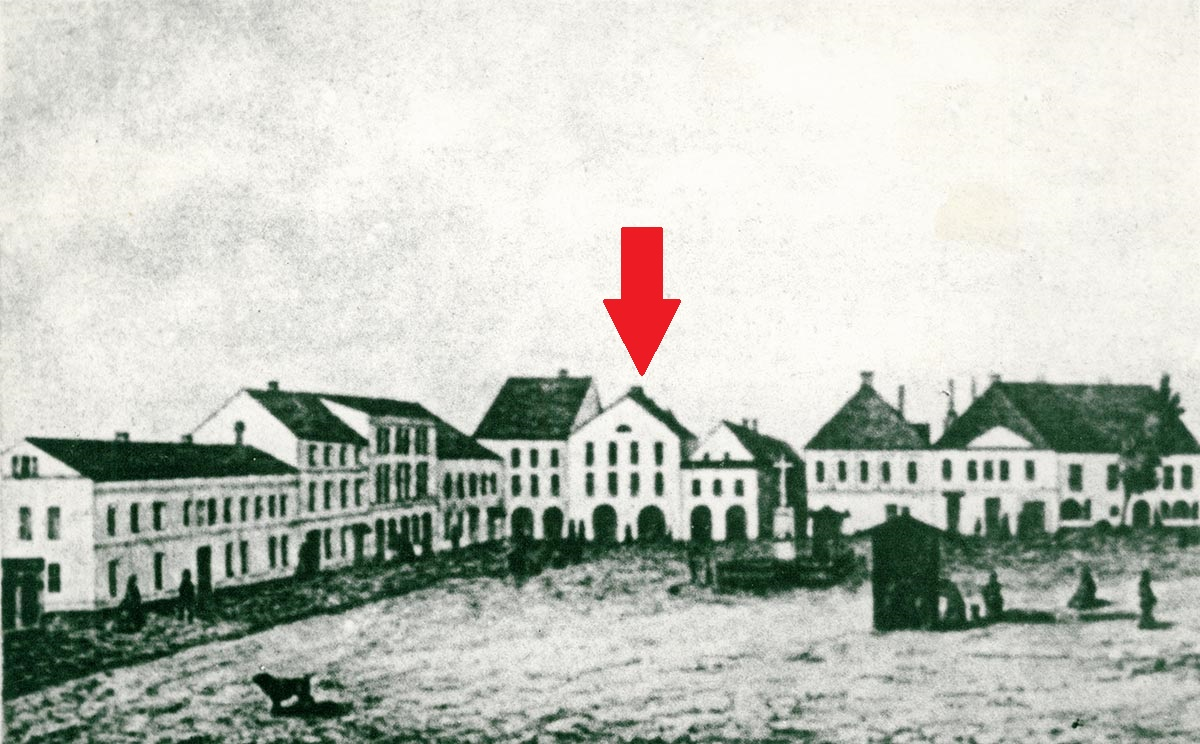
Południowa i zachodnia pierzeja tarnogórskiego rynku ok. 1860–1870. Dom pod numerem 17 oznaczony czerwoną strzałką

Budynek znajduje się w południowej części zachodniej pierzei tarnogórskiego Rynku. Podobnie jak sąsiednie budynki, wybudowany został w XVI wieku – prawdopodobnie w drugiej jego połowie  – i należy do zespołu kamienic podcieniowych, który obejmuje budynki przy ul. Gliwickiej 1, 3 i 5 oraz przy Rynku 18 i 17 (budynek północny i południowy), a kiedyś także 16 i 15.
Nie jest znany inwestor, architekt, budowniczy, ani dokładna data wzniesienia kamienicy. Jako jej właściciel w 1670 roku wymieniony jest żupnik Jan Miedona, który wraz z Andreasem Olofssonem, do którego należała sąsiednia kamienica, gościli na swych połączonych podwórkach kaleszę i konie z orszaku odwiedzającej miasto cesarzowej Eleonory Gonzagi. Po śmierci Miedony w 1703 roku w dokumentach występuje jego żona, Magdalena, katoliczka, która wsławiła się znaczącymi darowiznami na miejscowy kościół (m.in. wpłaciła 200 talarów na remont wieży świątyni). Jednak już w roku następnym, przegrawszy proces sądowy z Bernardem Bordolo wytoczony w sprawie podwyższenia przylegającej od południa kamienicy, Miedonowa sprzedała swój dom Andrzejowi Pusonowi.
Dom był jednym z budynków, które spłonęły w pożarze miasta w 1746 roku. Wówczas jego wartość katastralna wynosiła 430 talarów, a właścicielem był pochodzący z brandenburskiego Friedlandu Christian Fiddicke – żupnik, wiceburmistrz, inspektor cechu rzeźników i architekt miejski. W 1765 dom należał do kupca Jacoba Zienbecka, zaś w 1800 roku do spadkobierców niejakiego Fischera. W 1765 roku wartość kamienicy wynosiła 465 talarów, a w 1800 roku 450 talarów.

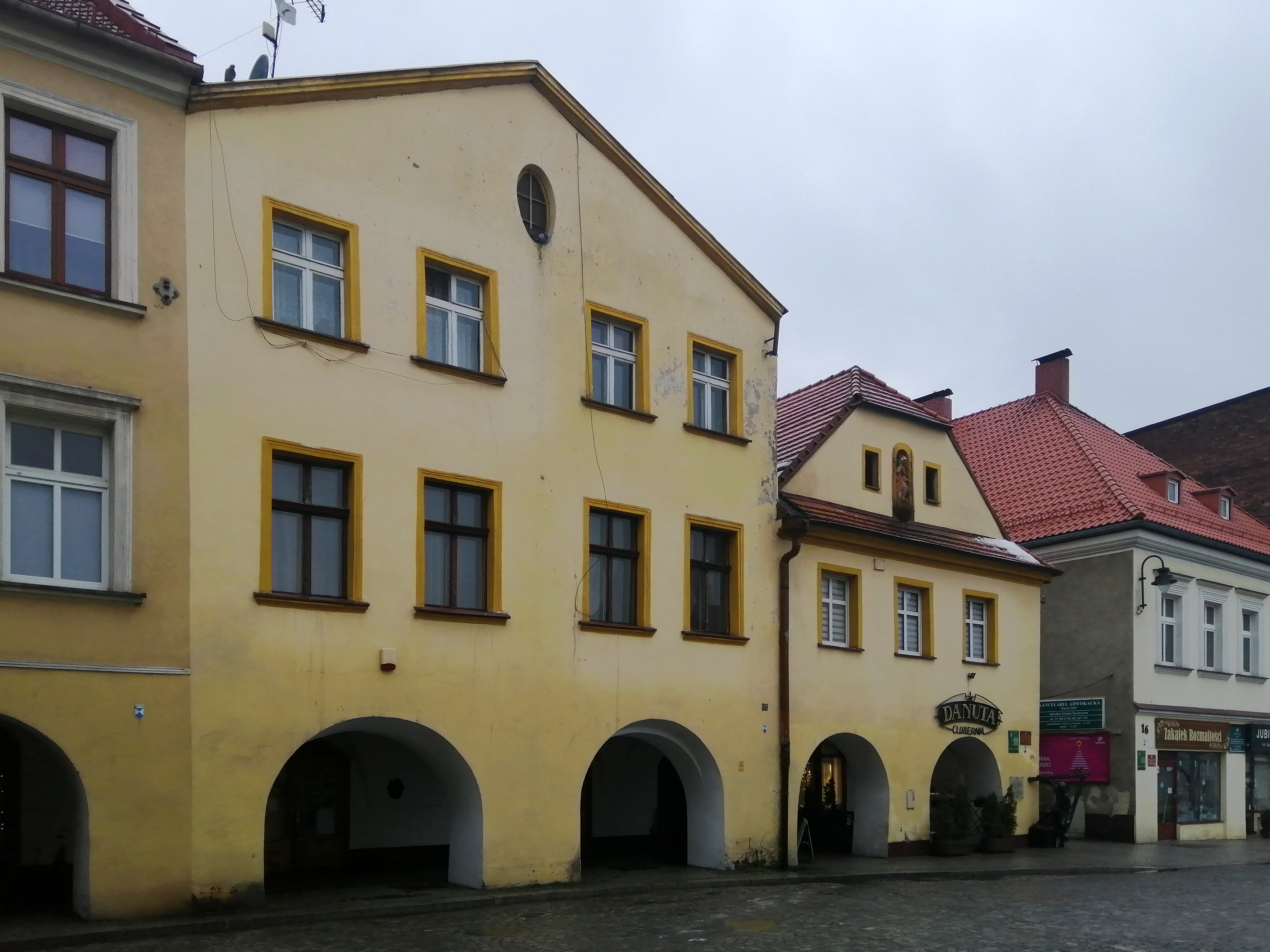
Kamienice pod nr. 17 przy Rynku w Tarnowskich Górach: budynek północny po prawej, budynek południowy po lewej (2012)

Kolejnym właścicielem obiektu był od 1804 roku Joseph Waniek z Gliwic, członek Bractwa Strzeleckiego, poborca akcyzy, członek tarnogórskiego magistratu, a od 1823 roku aż do swojej śmierci w 1842 roku – burmistrz miasta. Po jego śmierci kamienicę nabył Gustav Böhm, właściciel budynku sąsiadującego z kamienicą od północy. Z czasem obie kamienice pomimo zróżnicowanej bryły zaczęły stanowić funkcjonalną całość, a od lat 20. XX wieku mają wspólny adres pod numerem 17 przy Rynku w Tarnowskich Górach.
12 marca 1950 roku obiekt po raz pierwszy wpisano do rejestru zabytków nieruchomych (wówczas województwa śląsko-dąbrowskiego), zaś 15 kwietnia 1966 roku kamienicę jako budynek mieszkalny II wpisano do rejestru zabytków województwa katowickiego pod numerem 614/66  . W 1991 roku przeprowadzono gruntowny remont budynku .

## Architektura
Budynek jest wzniesiony na rzucie prostokąta, od strony Rynku jest trójkondygnacyjny, w głębi zaś dwukondygnacyjny. Kryty jest dwuspadowym dachem z kalenicą ustawioną prostopadle do pierzei rynku. Elewacja obiektu jest pięcioosiowa, z podcieniem otwartym dwiema arkadami na parterze i trójkątnym szczytem . W szczycie znajduje się owalne okienko, pozostałe okna są prostokątne.
Budynek ma zachowane w dość dobrym stanie oryginalne, XVI-wieczne piwnice, podcienia zostały dobudowane najprawdopodobniej w XVII wieku, natomiast trzecią kondygnację zbudowano w wieku XVIII. W lokalu na parterze zachowane sklepienie kolebkowe z lunetami. Obiekt w fasadzie miał niegdyś balkon, który nie zachował się do czasów współczesnych .